# Gottardo Gottardi
Gottardo Gottardi (12 augustus 1961) is een Zwitserse schaker met FIDE-rating 2305 in 2019. Hij is een FIDE meester (FM) en sinds 1996 een grootmeester correspondentieschaken (GMc). Op 13-jarige leeftijd speelde hij zijn eerste correspondentieschaakpartijen. Van 1977 tot 1982 speelde hij mee in het correspondentieschaak-kampioenschap van Zwitserland en eindigde hij op de derde plaats na Jurij Janzek en Andre Fave. Gottardo speelde in de finale van het 18e wereldkampioenschap ICCF dat in 2003 van start ging. 
De belangrijkste door hem behaalde resultaten zijn: 
- gedeelde 2e plaats bij het 10e Zwitserse kampioenschap correspondentieschaken 1977/80 met 9.5 pt. uit 12
- 4e Coupe Latine 1986/89: gewonnen met het Zwitserse team
- halve finale van het 18e wereldkampioenschap correspondentieschaken 1989/92: 1e plaats met 12.5 uit 14
- 3/4-finale van het 16e wereldkampioenschap correspondentieschaken: 11.5 pt. uit 15
- 4e Europees kampioenschap correspondentieschaken voor landenteams: bronzen medaille met het Zwitserse team
- Konstantinopolski-Memorial 1993/96: 1e plaats met 13 uit 14
- finale van het 15e wereldkampioenschap correspondentieschaken 1996/2002: gedeeld 2e - 4e; plaats 4, na Gert Timmerman, Joop van Oosterom en Allan Poulsen, volgens het Sonneborn-Bergersysteem.

In 2000 stond hij, met Elo-rating 2666, op de 9e plaats op de ICCF-wereldranglijst. 
In 2003 werd hij erelid van de Zwitserse correspondentieschaakvereniging SFSV. 
Tot 1986 was Gottardi ook actief in het bordschaak en behaalde de titel FIDE meester (FM). Sinds juli 1987 is zijn Elo-rating onveranderd 2305, zijn hoogste Elo-rating 2325 bereikte hij in juli 1986. 
Gottardi opent met de zet 1.e4 en zijn tegenstander speelt daarop tot zijn genoegen vaak de schaakopening Siciliaans. Met zwart speelt hij de Russische opening. 
Gottardi woont in Uetendorf. Hij is getrouwd en heeft vier kinderen. Van beroep is hij zaakwaarnemer voor handelaren.

## Publicaties
- Ernő Gereben – Leben und Werk eines Schachpioniers. Met analyses door Barbero Gerardo. Hírlapnyomda, Kecskemét 1991.

## Externe koppelingen
- (en)   Informatie over schaakpartijen van Gottardo Gottardi op ChessGames.com
- (en)   Informatie over schaakpartijen van Gottardo Gottardi op 365chess.com
- (en)  FIDE-ratinggegevens voor Gottardo Gottardi